# John Hawkins
L'Almirall Sir John Hawkins (també anomenat John Hawkyns), (Plymouth, 1532 - 12 de novembre de 1595), fou un constructor de vaixells, un administrador naval i comandant, un navegant mercant i un traficant d'esclaus. Com a tresorer (1577) i controlador (1587) de la Royal Navy va reconstruir vells vaixells i ajudà a dissenyar els vaixells més ràpids que van provocar la Derrota de l'Armada Invencible el 1588. Més tard va idear el bloqueig naval per interceptar l'Armada Invencible. Fou un dels mariners anglesos més importants del segle xvi i fou l'arquitecte en cap de l'Armada Isabelina. A la batalla contra l'Armada Invencible, Hawkins va servir com vice-almirall i fou fet cavaller per aquest rol.
El pare de John, William, havia estat confident d'Enric VIII d'Anglaterra i fou un dels principals capitans marins d'Anglaterra. Sir Francis Drake, un cosí segon de John, el va ajudar en el seu segon viatge.
El primer anglès que es coneix que va agafar esclaus a Àfrica va ser John Lok, un comerciant londincen que, el 1555 va portar cinc esclaus de Guinea. Tot i això, John Hawkins és reconegut per a ser el pioner del comerç d'esclaus anglès, així com és conegut com l'iniciador del Comerç triangular que s'aprofitava de totes les parades del comerç entre Europa, Àfrica i Amèrica.

## Genealogia
John Hawkins era fill de William Hawkins i Joan Trelawney. William era fill de JOhn Trelawney i Florence Courtenay, filla d'Hugh Courtenay. Hugh Courtenay era fill d'Hughie Courtenay, Sr i Matilda "Maud" Beaumont. La mare de Maud fou Eleanor Plantagenet, que era besneta del rei Enric III d'Anglaterra. Això va fer que John Hawkins era rebesnet en setè grau d'aquest rei. John també era fill de cosí de Sir Francis Drake.

## Primer viatge (1555-1563)
John Hawkins va formar un sindicat de mercants per invertir en el comerç d'esclaus. El 1555, va fer un viatge amb tres vaixells cap al Carib, passant per Sierra Leone. Ells varen segrestar un vaixell esclavista portuguès que portava 301 esclaus al Carib. Tot i tenir dos vaixells confiscats per les autoritats espanyoles, ell va vendre els esclaus a Santo Domingo, cosa que va procurar molts beneficis per als seus inversors londinencs. El seu viatge va provocar que Espanya prohibís que qualsevol vaixell anglès anés a les seves colònies. El 1565, John Hawkins va portar els primers esclaus des d'Àfrica cap a les Illes del Carib i les Amèriques meridionals.

## Segon viatge (1564-1565)
El segon viatge el va començar el 1564. La reina Elisabet I d'Anglaterra aquesta vegada va participar finançant el viatge, que el feia amb més vaixells. Hawkins va viatjar vers Borburata (a l'actual Veneçuela), a on hi va portar uns 400 africans. D'aquí, va anar cap a Riohacha (actual Colòmbia). Els oficials espanyols van intentar que Hawkins no vengués esclaus, imposant-li taxes, però aquest va refusar-les. Després de vendre els seus esclaus, el Capità Hawkins va fugir cap a la colònia francesa de Florida. El 1566 va retornar a Anglaterra i va obtenir pels seus financers un benefici del 60%.

## Tercer viatge (1567-1569)
En el tercer viatge, Hawkins va obtenir molts més esclaus i va augmentar la seva "càrrega" capturant un vaixell esclavista portuguès amb els esclaus que transportava. A San Juan de Ulúa (a l'actual Veracruz), va haver de lluitar contra una flota espanyola. Després de la batalla de San Juan de Ulúa només es van escapar dos vaixells anglesos i van tenir un dur viatge de tornada a casa.
Tot i que aquests tres primers viatges foren empreses com un mig-pirata (corsari), la reina Isabel I, que necessitava diners, se'n va aprofitar.
Hawkins va escriure sobre els detalls d'aquest tercer viatge a An Alliance to Raid for Slaves. El
 explica com fer el comerç d'esclaus i com aquest depenia dels aliats africans que col·laboraven amb ells. També comenta el nivell de violència que ell i els seus homes utilitzaven per a assegurar-se els seus captius. El títol ja ens parla sobre la seva metodologia.

## 1570-1587
Com un part de la xarxa governamental de contrainteligència, Hawkins va pretendre ésser part de la Conspiració de Ridolfi contra la reina Elisabet el 1571. Per a guanyar-se la confiança de l'ambaixador espanyol d'Anglaterra, va aprendre els detalls de la conspiració i notificà el govern perquè els arrestessin. Va oferir els seus serveis als espanyols per obtenir informació sobre els presoners i per a descobrir els plans espanyols per a la invasió d'Anglaterra.
Per a agrair la seva tasca, fou recompensat fent-lo Parlamentari. Va esdevenir Tresorer de la Royal Navy l'1 de gener de 1578 després que morís el seu antecessor, el seu sogre; Benjamin Gonson. Les reformes de Hawkins en el finançament de l'armada anglesa va fer que el seu rival, Sir William Wynter, l'acusés de prevaricació. La Commission anti-frau va decidir que no hi havia corrupció.
Hawkins s'havia decidit que la Marina anglesa tingués els millors vaixells del món i els millors mariners, augmentant-los els sous per a motivar-los millor.
Hawkins va fer importants esforços en la construcció de nous vaixells i arreglant els vells. També va introduir millores tècniques perquè els vaixells anglesos fossin més ràpids i millors.

## L'Armada Invencible

The arms of Sir John Hawkins

Les mesures innovadores de Hawkins van fer que els nous vaixells anglesos fossin més ràpids i més maniobrables. El 1588 van ser testats en la Derrota de l'Armada Invencible. Hawkins, en aquesta contesa era contraalmirall i un dels tres principals comandants de la flota britànica contra l'Armada. Pel paper de Hawkins en aquesta batalla naval històrica, va ésser nomenat cavaller.
Després de la derrota de l'Armada Invencible, Hawkins va provocar la confiscació del tresor de Felip II per evitar que Espanya refés la seva Armada. El 1589, Hawkins va fer una gran operació militar amb el seu aprenent, Francis Drake per interceptar les naus del tresor espanyol (L'Expedició Drake-Norris). Aquesta empresa va fallar, però va animar que altres pirates anglesos ho intentessin.
El 1590, Drake i Hawkins van fundar un lloc per a la caritat a favor dels antics mariners que havien envellit. Aquest fou convertit en hospital el 1592. El 1594 va crear un altre hospital, el Sir John Hawkins' Hospital.

## Patates, tabac i taurons
Les patates va ser el primer producte importat a Anglaterra (segurament a Irlanda) per Hawkins, entre 1563 i 1565.
Alguns acadèmics consideren que John Hawkins va introduir el tabac a Anglaterra. Situen la data entre 1564 i 1569. En els diaris del seu segon viatge es menciona "Ltobaccoj", que podria ser el tabac (tobacco (anglès)).
L'Oxford English Dictionary diu que el mot shark (tauró) fou introduït pels mariners de Hawkins, que van portar un tauró i el van exhibir a Londres el 1569. Recentment s'ha suggerit que el mot és una derivació de xoc, la paraula que significa peix en la llengua maia parlada al Yucatan.

## Mort
El 1595 va acompanyar el seu fill de cosí, Sir Francis Drake en una empresa per a capturar els tresors espanyols a les Índies Occidentals, que els va involucrar a la batalla de San Juan (1595). En aquest viatge, ambdós van emmalaltir i Hawkins va morir al mar a prop de Puerto Rico. Drake va morir, segurament de dissentería, el 27 de gener i fou llançat al mar a la costa de Porto Belo. Hawkins fou succeït pel seu fill, Sir Richard Hawkins.
Hawkins torna a ser focus d'atenció pública el juny del 2006, quan el seu descendent, Andrew Hawkins es va disculpar públicament per les accions del seu ancestre en el comerç d'esclaus.